# 京胡

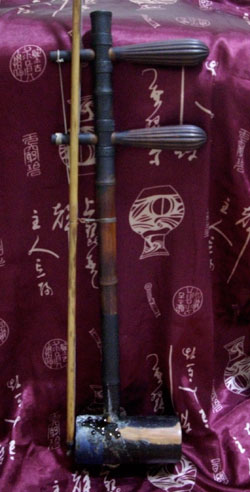

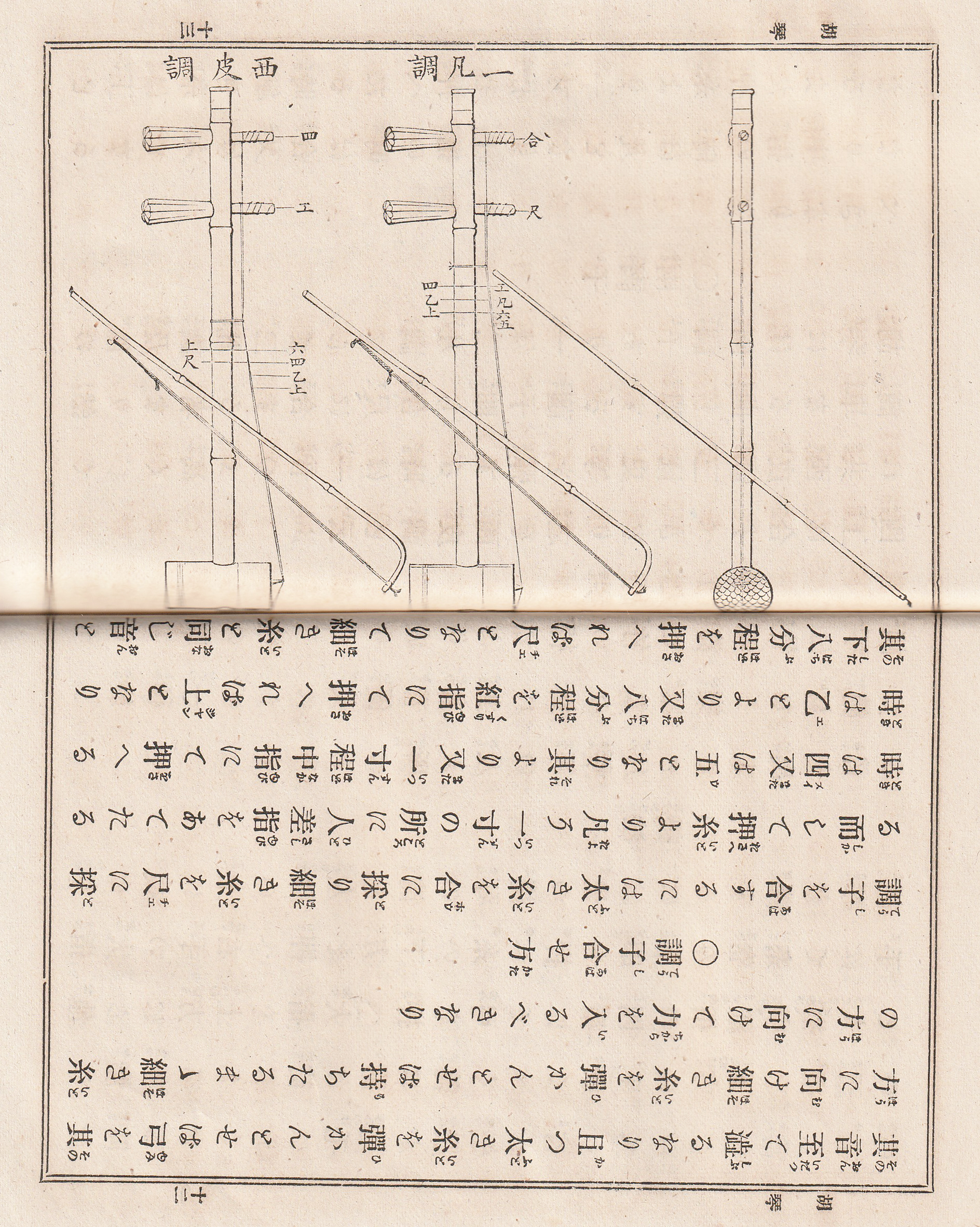
19世纪的京胡（当时叫做胡琴）。《明清乐之栞》1894年

京胡，弓弦樂器。早期有「胡琴」、「二鼓子」之称。京胡从徽戏中的徽胡发展而来。现在婺剧中的徽戏仍使用徽胡。清乾隆末年（1785年左右）随皮簧腔的发展逐渐形成，是京剧、汉剧的主要伴奏乐器之一，故得名。
京胡的琴杆和琴筒采用紫竹、白竹或染竹制作，琴桿一般有5节，第一节和第二节有弦轴，最后一节插在琴筒中，琴杆在琴筒中的段开有长方形对穿的孔，成为琴筒的复共鸣部分。琴筒直径为釐米左右，一端开口，另一端蒙上蛇皮。音色清脆而嘹亮。
早期京劇流行高调儿，遂缩短琴杆，缩小琴筒，有的还蒙上蟒皮，用软弓拉弦。19世纪以后才开始出现硬弓，使京胡的发音更刚劲、嘹亮。20世纪初，京剧演员讲究行腔圆润，不断降低音高，为之伴奏的京胡的琴杆、琴筒随之加长。
1930年前后，京剧空前繁荣，北京的乐器店有许多将牌匾改为胡琴铺，而有名的琴师也自己招聘工人制作销售京胡。

## 京胡演奏家
- 「四大名家」

梅雨田
孙佐臣
陆彦庭
王云亭
- 徐兰沅
- 李慕良
- 杨宝忠

## 四大名琴
4把按京劇四大名旦的嗓音条件和演唱风格而制的京胡，全由史善朋所制造，由於能烘托突出京劇四大流派的艺术特色而聞名，現被收藏於北京湖廣會館。

## 50位京剧名琴师
- 沈湘泉
- 柏如意
- 谢双寿
- 戴韵芳
- 王晓韵
- 李春泉
- 樊景泰
- 贾东林
- 汪桂芬
- 梅雨田
- 孙佐臣
- 袭桂仙
- 陈彦衡
- 陈道安
- 穆铁芬
- 陈鸿寿
- 杨宝忠
- 趙濟羹
- 陆五
- 李佩卿
- 王瑞芝
- 赵砚奎
- 徐兰沅
- 汪本贞
- 张长林
- 郭少臣
- 倪秋萍
- 杜奎三
- 田宝林
- 茹莱卿
- 王少卿
- 时德宝
- 杨深泉
- 谭嘉瑞
- 周长华
- 苏盛琴
- 鍾世章
- 王云亭
- 厉彦芝
- 何顺信
- 李慕良
- 沈雁西
- 唐在炘

## 京胡曲牌
- 《夜深沉》
- 《五字开门》
- 《柳摇金》
- 《小開門》
- 《傍妝台》
- 《漢東山》
- 《春日景和》
- 《寄生草》
- 《哭皇天》
- 《八岔》
- 《回回曲》
- 《東方贊》
- 《西皮隔尾》（《西皮革尾》）
- 《新八岔》（20世紀新創作，徐兰沅，1說李慕良作曲）
- 《新東方贊》（20世紀新創作，李慕良作曲）

《小開門》、《哭皇天》、《八岔》等許多傳統曲牌分正反西皮（西皮空弦音la-mi；6-3，反西皮是正西皮的移調降調，空弦音還是la-mi；6-3）、正反二黃（正二黃空弦音sol-re；5-2，反二黃空弦音do-sol；1-5）。